# Universitat de Texas Tech
la Universitat de Texas Tech (o Texas Tech University en anglès), és una universitat dels Estats Units amb seu a la ciutat de Lubbock, a Texas. Fou fundada el 1923, i compta amb més de 28.000 alumnes, amb un gran campus de 7,44 km².
Hi ha la seu del Susan Polgar Institute for Chess Excellence (SPICE), organització dirigida per l'exCampiona del món d'escacs Zsuzsa Polgár, i dedicada a la promoció dels escacs; les dues entitats organitzen periòdicament el torneig d'escacs The SPICE Cup.